# Alangium grisolleoides
Alangium grisolleoides là một loài thực vật có hoa trong họ Cornaceae. Loài này được Capuron miêu tả khoa học đầu tiên năm 1962.